# Comté de Peach
Le comté de Peach est un comté de Géorgie, aux États-Unis.

## Démographie
| 1930   | 1940   | 1950   | 1960   | 1970   | 1980   |
| ------ | ------ | ------ | ------ | ------ | ------ |
| 10 268 | 10 378 | 11 705 | 13 846 | 15 990 | 19 151 |

| 1990   | 2000   | 2010   | - | - | - |
| ------ | ------ | ------ | - | - | - |
| 21 189 | 23 668 | 27 695 | - | - | - |